# Rickert
Rickert ist eine Gemeinde in der Schleswigschen Geest bei Rendsburg im Kreis Rendsburg-Eckernförde in Schleswig-Holstein. Ahrenstedt, Duten und Kamp gehören zum Gemeindegebiet.

## Geografie und Verkehr
Rickert liegt direkt nördlich von Rendsburg im Naturpark Hüttener Berge. Westlich verlaufen die Bundesstraße 77 und die Bahnstrecke von Rendsburg nach Schleswig, östlich verläuft die Bundesautobahn 7, ebenfalls von Rendsburg nach Schleswig. Mit der Buslinie 19 des Stadtverkehrs Rendsburg wird die ÖPNV-Anbindung des Ortes sichergestellt.

## Geschichte
Archäologische Funde belegen eine Besiedlung des Gebiets in der Jungsteinzeit. Der Ort selbst wurde 1470 erstmals erwähnt und gehörte anfangs zu Duvenstedt, die Bedeutung des Ortsnamens ist jedoch nicht geklärt.
Im 17. Jahrhundert gab es große Belastungen durch die Pest, den Dreißigjährigen Krieg und den Schwedisch-Dänischen Krieg. Teile von Duten und Ahrenstedt wurden vorübergehend von ihren Bewohnern verlassen und zu Wüstungen. Im Jahre 1712 wurde das Dorf wiederum von der Pest heimgesucht, die Toten wurden innerhalb des Dorfs auf dem Karkhoff beigesetzt.
Im Zuge der Kriege im 19. Jahrhundert wurden französische, russische, schwedische und österreichische Truppen in Rickert einquartiert. Am Ende des Deutsch-Französischen Kriegs wurde 1871 eine Friedenseiche gepflanzt. Diese Friedenseiche wurde später Teil des Wappens und steht heute noch im Ortszentrum.

## Politik

### Gemeindevertretung
Bei der Kommunalwahl am 14. Mai 2023 wurden insgesamt elf Sitze vergeben. Die Allgemeine Kommunale Wählergemeinschaft Rickert erhielt sieben Sitze und die SPD vier Sitze.

### Wappen
Blasonierung: „Erhöht geteilt von Grün und Gold. Oben ein Rad und eine übereck gestellte Egge, unten eine bewurzelte Doppeleiche in verwechselten Farben.“

## Wirtschaft
Die Gemeinde ist überwiegend landwirtschaftlich geprägt, weist jedoch auch einige Gewerbebetriebe auf. Außerdem gibt es ausgedehnte Wohngebiete. Viele Einwohner pendeln nach Rendsburg, Kiel oder Büdelsdorf.

## Sehenswürdigkeiten
In der Liste der Kulturdenkmale in Rickert stehen die in der Denkmalliste des Landes Schleswig-Holstein eingetragenen Kulturdenkmale.